# Loi sur l'air et l'utilisation rationnelle de l'énergie
La Loi sur l'air et l'utilisation rationnelle de l'énergie du 30 décembre 1996, couramment appelée Nouvelle loi sur l'Air, LAURE ou encore loi Lepage, est une loi cadre (no 96-1236) française portant sur la pollution de l'air.
Cette loi élargit les champs géographique et technique des associations agréées de la surveillance de la qualité de l'air (AASQA). Elle étend également leur composition, en y admettant un quatrième collège d'experts et d'associations de protection, en plus du triumvirat État - collectivités locales - industriels émetteurs de pollution atmosphérique.
Elle impose également l'instauration de systèmes de modélisation et de prévision de la pollution, ainsi qu'un système d'astreinte pour le personnel des AASQA.
Elle renforce enfin le droit à l'information du public, en élargissant les obligations de l'État ; à cette fin, trois plans d'État sont mis en place : 
- le plan régional de la qualité de l'air,
- le plan de protection de l'atmosphère, et
- le plan de déplacements urbains (créé en 1982 par la loi d'orientation des transports intérieurs (LOTI), est rendu obligatoire dans les agglomérations de plus de 100 000 habitants).